# Lebanuba
Lebanuba is een bestuurslaag in het regentschap Flores Timur van de provincie Oost-Nusa Tenggara, Indonesië. Lebanuba telt 617 inwoners (volkstelling 2010).